# Kathrighatta, Krishnarajpet
Kathrighatta là một làng thuộc tehsil Krishnarajpet, huyện Mandya, bang Karnataka, Ấn Độ.